# Decreto de União de 1536
O Decreto de União de 1536 foi um decreto que dividiu o País de Gales em treze condados: Anglesey, Brecon, Caernarfon, Cardigan, Carmarthen, Denbigh, Flint, Glamorgan, Merioneth, Monmouth, Montgomery, Pembroke e Radnor; e aplicou a Lei Inglesa tanto à Inglaterra como a Gales, fazendo do inglês a língua a ser usada para fins oficiais.